# Torneio Air Gabon de 1987
O Torneio Air Gabon  foi um torneio de caráter amistoso, realizado no Gabão, no ano de 1987.

## Jogos do campeão
- 29 de maio de 1987

 Flamengo 3 X 0  Seleção do Gabão
- 31 de maio de 1987

 Flamengo 2 X 0   Africa Sports National

## Campeão
| Torneio Air Gabon de 1987 |
| ------------------------- |
| Flamengo Campeão          |